# Stausee Glauchau
Der Stausee Glauchau ist ein Stausee südwestlich von Glauchau in Sachsen. Der See wurde von 1936 bis 1938 zur Brauchwasserversorgung der Industrie angelegt und von 1992 bis 1996 saniert. Der See wird heute zur Freizeiterholung genutzt.
Das Absperrbauwerk ist ein Staudamm aus Erde mit einer Lehmdichtung. Das gestaute Gewässer ist der Mülsenbach. Westlich am See fließt die Zwickauer Mulde vorbei; ihr Wasser wurde früher auch aufgestaut.
Es gibt einen Rundwanderweg von 3,2 Kilometer Länge. Auf dem bis zu vier Meter tiefen See kann man segeln und Kanu fahren, auch Angeln ist möglich.